# OTMA

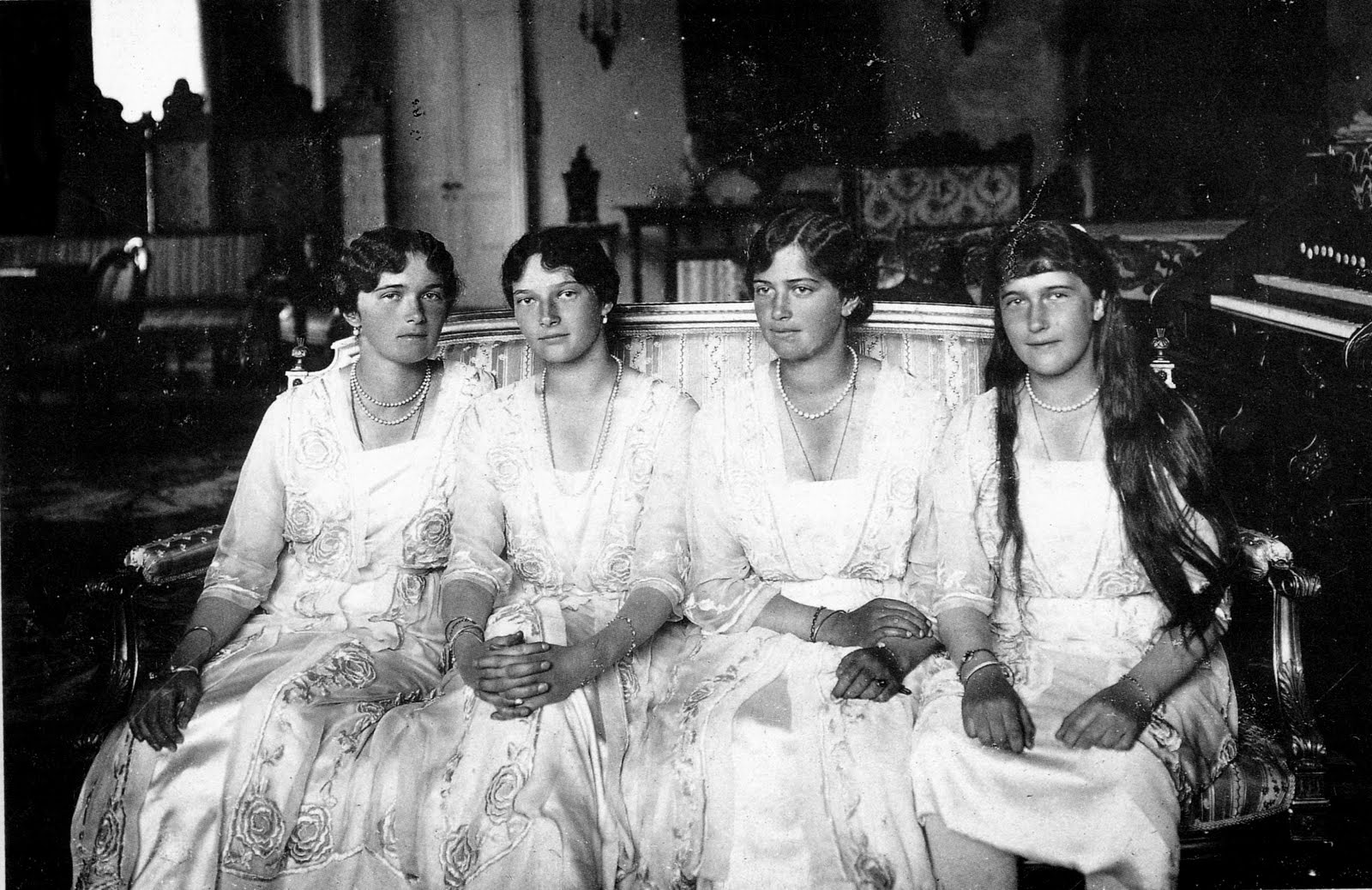
OTMA – Olga, Tatiana, Maria i Anastazja

OTMA – monogram rosyjskich Wielkich Księżnych Olgi, Tatiany, Marii i Anastazji.
OTMA były córkami ostatniego cara Rosji Mikołaja II i carycy Aleksandry. Ich bratem był carewicz Aleksy, chory na hemofilię.
Córki cara ze względu na swoją pozycję nie miały szerokiego kręgu znajomych. To sprawiło, że stały się bliższe sobie. Deklarując jedność wymyśliły swoją wspólną nazwę – OTMA. Każda litera jest pierwszą z liter imion wielkich księżnych, od najstarszej do najmłodszej. Swoim monogramem podpisywały listy i prezenty.